# Angel in the Night
«Angel in the Night» (en español «Ángel en la noche») es el tercer sencillo del artista, dj y productor sueco Basshunter dentro de su tercer álbum de estudio, Now You're Gone - The Album. La canción fue interpretada, escrita y producida por él mismo, con la colaboración de Scott Simons en la producción, que ya había colaborado con él en otras canciones como «Please Don't Go», «I Miss You» o «In Her Eyes». Fue lanzada el 22 de agosto de 2008 en las radios, el 22 y 29 de ese mismo mes en descarga digital y formato físico (sencillo en CD), respectivamente. Los remixes para el sencillo fueron hechos por Soul Seekerz, Headhunters y Ali Payami.

## Lanzamiento
El 22 de agosto de 2008, la canción apareció por primera vez en la radio, en Friday Floor Fillers, una sección del programa The Scott Mills Show, en la BBC Radio 1.
En un principio, se anunció que el sencillo iba a ser lanzado el 29 de septiembre en formato digital y el 6 de octubre en formato físico, pero finalmente el 22 y 29 de dicho mes fueron lanzados, en formato digital y físico, respectivamente.[cita requerida]
Las carátulas del sencillo son dos, una en la que aparece Basshunter y otra en la que aparece Aylar Lie, coprotagonista del vídeo musical. En ambos casos, el fondo es un coche que participa en la carrera del videoclip.[cita requerida]

## Recepción y crítica
La página web sobre música Digital Spy comentó:

"Angel in the Night" no suena exactamente como sus sencillos anteriores. Incluye un riff de guitarra, pero mantiene su línea de ritmos eurodance, sonidos de teclados que en 2008 ya deberían ser ilegales y su toque personal, su voz sobre la base.

## Desempeño comercial
La primera aparición de «Angel in the Night» en una lista de éxitos fue el 4 de septiembre de 2008, cuando entró a la posición 33 de la Top 50 irlandesa. Tras una semana, escaló hasta el número 17. En su tercera semana, avanzó dos puestos, situándose en el número 15 del Top 50 irlandés. En Reino Unido, comenzó a sonar el 7 de septiembre de 2008, desde el puesto 54 de la UK Singles Chart Top 75. La semana siguiente, ascendió 30 posiciones, siendo una de las subidas más fuertes, hasta alcanzar el número 24.

## Video musical
El video musical fue dirigido por Alex Herron, rodado en un muelle de carga de contenedores de Oslo (Noruega)
 y protagonizado por Jonas Altberg (Basshunter) y Aylar Lie, que ya había coprotagonizado los videos musicales de «Now You're Gone» y «All I Ever Wanted».
La historia sigue el contexto del vídeo musical de «All I Ever Wanted».
En el vídeo, Aylar rompe con su novio, Lucas, a través de mensajes de texto, diciéndole que ella sabe que la engaña. Mientras trabaja en un restaurante de comida rápida, unas amigas van a animarle, y Basshunter, que estaba comiendo allí, le invita a una carrera de coches en la que participa él. Sin embargo, empieza a tontear con otro hombre, lo que obliga a Basshunter a luchar por la chica que ama a través de una difícil carrera, que consigue ganar conduciéndo un flamante Mazda RX-8 verde. En un concierto esa noche, Aylar se convierte en la novia de Basshunter.

## Formatos y lista de canciones
| CD maxisencillo |                                                 |          |  |
| N.º             | Título                                          | Duración |  |
| 1.              | «Angel in the Night» (Radio Edit)               | 2:57     |  |
| 2.              | «Angel in the Night» (Soulseekerz Radio Edit)   | 2:44     |  |
| 3.              | «Angel in the Night» (Extended Mix)             | 5:18     |  |
| 4.              | «Angel in the Night» (Soulseekerz Extended Mix) | 7:47     |  |
| 5.              | «Angel in the Night» (Ali Payami Remix)         | 6:37     |  |
| 6.              | «Angel in the Night» (Headhunters Remix)        | 5:38     |  |

## Posicionamiento en listas
| País        | Lista (2008-09)             | Posición más alta |
| ----------- | --------------------------- | ----------------- |
| Alemania    | DJ-Playlist Top 100 Singles | 22                |
| Eslovenia   | Top 100 Singles             | 54                |
| Europa      | European Hot 100 Singles    | 43                |
| Irlanda     | Top 50 Singles              | 10                |
| Reino Unido | Top 75 Singles              | 14                |
| Reino Unido | Top 40 descargas            | 15                |
| Reino Unido | Top 40 Dance                | 7                 |
| Suecia      | Top 60 Singles              | 50                |

## Certificaciones
| País        | Organismo certificador | Certificación | Ventas  | Ref.   |
| ----------- | ---------------------- | ------------- | ------- | ------ |
| Reino Unido | BPI                    | Plata         | 200 000 | [ 13 ] |